# Brendan Bracken
Brendan Bracken (ur. 15 lutego 1901 w Templemore, zm. 8 sierpnia 1958 w Londynie), brytyjski polityk irlandzkiego pochodzenia, członek Partii Konserwatywnej, minister w rządach Winstona Churchilla.
Był synem fenianina Josepha Kevina Brackena i Hannah Agnes Ryan. Dorastał w irlandzkim mieście Templemore w hrabstwie Tipperary. Po śmierci ojca w 1904 r. rodzina przeprowadziła się do Dublina. Tam pobierał nauki w Christian Brothers' School. W 1916 r. został przez matkę wysłany do Australii. Do Irlandii powrócił w 1919 r., ale już rok później wyjechał do Anglii. Tam przez krótki czas pobierał nauki w Sedbergh School w Kumbrii. Następnie był krótko nauczycielem w Bishop's Stortford College. Od 1922 r. był dziennikarzem w Londynie. W 1923 r. pracował przy kampanii wyborczej Winstona Churchilla. W 1929 r. sam został wybrany do Izby Gmin jako reprezentant okręgu Paddington North.
W latach 30. związał się z Winstonem Churchillem. W 1940 r. został członkiem Tajnej Rady. W 1941 r. otrzymał tekę ministra informacji i pozostał na tym stanowisku do 1945 r. Od maja do lipca tego roku był pierwszym lordem Admiralicji w gabinecie dozorującym Churchilla. W lipcu przegrał wybory parlamentarne w swoim okręgu. Do Izby Gmin powrócił w listopadzie wygrywając wybory uzupełniające w okręgu Bournemouth. Od 1950 r. reprezentował Bournemouth East and Christchurch.
Bracken zasiadł w Izbie Gmin do 1952 r., kiedy to otrzymał parowski tytuł 1. wicehrabiego Bracken. Bracken tego tytułu nigdy nie używał. Nie uczestniczył również w posiedzeniach Izby Lordów. Zmarł na raka przełyku w 1958 r. Tytuł parowski wygasł wraz z jego śmiercią.